# То Лам
То Лам (в'єт. Tô Lâm; нар. 10 липня 1957, Нгіачу, район Ванзянг провінції Хингйен, ДРВ) — в'єтнамський генерал, політик і державний діяч, президент В'єтнаму з 22 травня 2024 року по 21 жовтня 2024 року. З 2016 — член Політбюро ЦК Компартії В'єтнаму і міністр громадської безпеки СРВ. Очолює в'єтнамську міліцію та органи держбезпеки, вважається одним із найвпливовіших партійно-державних керівників.

## Походження
Народився в сім'ї офіцера міліції ДРВ. То Куен — батько То Лама — був одним із засновників міліцейської системи В'єтнаму, видатним діячем Компартії В'єтнаму (КПВ), активним учасником В'єтнамської війни. Район Ванзянг провінції Хингйен, звідки родом То Лам, вважається у В'єтнамі свого роду «кузнею кадрів» політичної, наукової та культурної еліти.
З ранньої юності То Лам розглядався як продовжувач То Куена, спадковий представник силової еліти КПВ. 1979 року То Лам закінчив Інститут народної безпеки — спеціалізований навчальний заклад для підготовки кадрів МВС і Міністерства громадської безпеки (МОБ). Вступив на службу в МВС, з 1998 — МОБ. З 1981 — член КПВ.

## Кар'єра
То Лам служив в управлінні політичного захисту МОБ, у 1988—1993 роках очолював 1 департамент. З 1993 по 2006 рік — заступник начальника, потім начальник управління політичного захисту. У 2006—2009 роках — генерал-майор То Лам — заступник начальника головного управління безпеки МОБ генерал-лейтенанта Нгуєн Ван Хионга. З 2009 — начальник управління. Курирував контррозвідку і придушення антиурядових дисидентських і релігійних груп. У 2010 році То Лам у званні генерал-лейтенанта призначений заступником міністра громадської безпеки Чан Дай Куанга. З 2011 — член ЦК КПВ. У 2014 році То Ламу надано звання генерал-полковника. З січня 2016 року То Лам — член Політбюро ЦК КПВ. У 2019 став генералом армії.
2 квітня 2016 року Чан Дай Куанг обійняв посаду президента СРВ. Через тиждень, 9 квітня, міністром громадської безпеки був призначений То Лам. Ще через три тижні він очолив Комітет з боротьби з корупцією при ЦК КПВ. На чолі МОБ То Лам ініціював реформу органів безпеки — підвищення мобільності, оперативності та дисципліни, а також посилення правового контролю і гуманізації. При цьому зазначалося, що в частині гуманізації сам То Лам допускав порушення нових правил, коли йшлося про арешти дисидентів.

## Позиції
У партійно-державній ієрархії формально То Лам посідає четверту (до кінця жовтня 2018 року — п'яту) позицію: після генерального секретаря ЦК КПВ і президента СРВ Нгуєна Фу Чонга), голови парламенту Нгуєна Тхі Кім Нгана, міністра оборони Нго Суан Літя. У 2016—2017 роках він очолював також спеціальну комісію ЦК КПВ з управління регіоном Центрального плато.
Передбачається, однак, що реальний політичний вплив То Лама вищий за формальний статус. У його віданні перебувають служби правопорядку, безпеки та політичного розшуку, що забезпечують політичну стабільність режиму КПВ. Коментатори називають То Лама «висхідною зіркою» в'єтнамської політики. Він вважається єдиним реальним суперником Нгуєн Фу Чонга в закулісній політичній боротьбі, і, за деякими даними, це створює серйозну напругу між ними. Деякі оглядачі вважають, що прихід Нгуєн Фу Чонга на пост глави держави 23 жовтня 2018 року послабив позиції То Лама в цій конкуренції.

## Нагороди
- Орден Дружби (3 грудня 2021 року, Росія) — за великий внесок у розвиток двостороннього співробітництва між Російською Федерацією та Соціалістичною Республікою В'єтнам.